# Partido Roldosista Ecuatoriano
El Partido Roldosista Ecuatoriano (PRE) és un partit polític de l'Equador de tendència conservadora i marcat caràcter populista, actualment liderat des de Panamà per Abdalá Bucaram. El partit va ser fundat en 1982 a la ciutat de Guayaquil, volent omplir el buit polític causat per les morts d'Asaad Bucaram, oncle d'Abdalá Bucaram, i del president Jaime Roldós, cunyat d'Abdalá Bucaram. Bucaram creà el partit en substitució de l'agrupació liderada pel seu oncle, la Concentración de Fuerzas Populares (CFP). Bucaram, seguint l'exemple del diverses vegades president de la República José María Velasco Ibarra, va crear el «roldosisme» adoptant el partit (i nom) del seu cunyat.
Durant la seva presidència, Abdalá Bucaram i diversos càrrecs del seu partit van estar implicats en actes corrupció, especialment visible dins del sistema duaner. La presidència va acabar abruptament després d'una crisi política. Després de diversos actes vergonyosos, i una considerable pèrdua de suport popular, el Congrés Nacional va destituir Bucaram del seu càrrec al·legant incapacitat mental. En ser destituït, Bucaram va sortir del país i va obtenir asil a Panamà. Des d'aquell moment el partit ha estat controlat per Bucaram des de Panamà, ja que excepte per un petit episodi de caos al final de la presidència de Lucio Gutiérrez, Bucaram no ha pogut tornar al país. A l'Equador encara es troben pendents diversos judicis contra Bucaram.